# Tokara-Inseln
Die Tokara-Inseln (japanisch 吐噶喇列島 oder vereinfacht トカラ列島, Tokara-rettō) sind eine Inselkette im Südwesten Japans, die zu den Ryūkyū-Inseln beziehungsweise Nansei-Inseln gehört, die seit 1970 als politische Region existieren.
Die Inselkette besteht aus 12 kleinen Inseln zwischen Yakushima und Amami-Ōshima. Die Inseln haben eine Gesamtfläche von 101,35 km² und die Inselkette ist knapp 150 km lang. Administrativ gehört sie zur Dorfgemeinde Toshima und sieben Inseln werden von 761 Menschen bewohnt.
Die Tokara-Inseln, insbesondere die Insel Takara-jima, sind Heimat des Tokara-Ponys und Kuchinoshima das einzige Habitat der Lilienart Lilium nobilissimum.

## Etymologie
Die Gemeinde Toshima gibt als Bedeutung für Tokara zwei Theorien an: Einerseits soll es von dem Wort tohara abstammen, welches in etwa fernes Meeresgebiet (沖の海原) heißt und sich auf die Sichtweise der Amami- und Okinawa-Inseln bezieht. Andererseits könnte es jedoch auch von dem Ainu-Wort tokap kommen, welches Brust bedeutet. Dies soll sich auf den derartig aussehenden Berg Megami-yama (女神山, „Göttinberg“) auf der Insel Takara-jima beziehen, der erst dieser Insel und diese dann der gesamten Inselkette ihren Namen gab. Allerdings leben die Ainu in Nordjapan.

## Geschichte
Das Shoku Nihongi erwähnt für das Jahr 699 gemeinsam mit Tane, Yaku und Amami eine Insel namens Tokan (度感), welche üblicherweise mit Tokara identifiziert wird und dann dessen erste Nennung ist, sich aber auch auf das 150 km entfernte Tokunoshima beziehen könnte. Gelegentlich wird auch eine frühere Nennung im Nihon Shoki für das Jahr 654 herangezogen. Allerdings bezeichnet das dort erwähnte „Land Tokara“ (吐火羅国, Tokara no kuni) wohl Tukhāra, das Land der Tocharer.
1908 wurden die Inseln unter der Verwaltung des Dorfes Jittō (十島村, -son, wörtlich: „zehn Inseln“), zudem neben den sieben bewohnten Tokara-Inseln noch die nördlich gelegenen bewohnten Inseln Iōjima, Kuroshima und Takeshima gehörten. Nach dem Zweiten Weltkrieg wurden die Inseln südlich des 30. Breitengrads, und damit auch die Tokara-Inseln, zum 2. Februar 1946 unter US-Verwaltung gestellt. Zum 10. Februar 1952 wurden die Inseln wieder an Japan zurückgegeben und die Gemeinde Toshima gegründet, die sich zwar gleich wie Jittō schreibt, allerdings nicht mehr die nördlichen drei Inseln verwaltet – diese bilden eine eigene Gemeinde namens Mishima.

## Inseln
Die Inselkette wird von folgenden Inseln gebildet:
| Bild                                        | Name          | Kanji      | Fläche [km²] | Einwohner 2004 | höchster Punkt [m] | Gipfel       | Koordinaten           |
| ------------------------------------------- | ------------- | ---------- | ------------ | -------------- | ------------------ | ------------ | --------------------- |
|                                             | Kuchinoshima  | 口之島     | 13,33        | 140            | 628,5              | Maedake      | 29° 58′ N, 129° 55′ O |
|                                             | Nakanoshima   | 中之島     | 34,47        | 167            | 979,0              | Otake        | 29° 51′ N, 129° 53′ O |
|                                             | Gaja-jima     | 臥蛇島     | 4,07         | –              | 497,2              |              | 29° 54′ N, 129° 33′ O |
|                                             | Kogaja-jima   | 小臥蛇島   | 0,50         | –              | 301,0              |              | 29° 53′ N, 129° 37′ O |
|                                             | Taira-jima    | 平島       | 2,08         | 79             | 242,9              | Otake        | 29° 41′ N, 129° 32′ O |
|                                             | Suwanose-jima | 諏訪之瀬島 | 27,66        | 48             | 796,0              | Otake        | 29° 38′ N, 129° 43′ O |
|                                             | Akuseki-jima  | 悪石島     | 7,49         | 72             | 584,0              | Mitake       | 29° 28′ N, 129° 36′ O |
|                                             | Kojima        | 小島       | 0,36         | –              | 56,0               |              | 29° 14′ N, 129° 21′ O |
|                                             | Kodakara-jima | 小宝島     | 1,00         | 43             | 102,7              |              | 29° 13′ N, 129° 20′ O |
|                                             | Takara-jima   | 宝島       | 7,14         | 114            | 291,9              | Imakira-dake | 29° 9′ N, 129° 12′ O  |
|                                             | Kaminone-jima | 上ノ根島   | 0,54         | –              | 280,0              |              | 28° 50′ N, 129° 0′ O  |
|                                             | Yokoate-jima  | 横当島     | 2,76         | –              | 494,8              |              | 28° 48′ N, 128° 59′ O |
| Karte mit allen Koordinaten: OSM \| WikiMap |               |            |              |                |                    |              |                       |